# Colegio Nacional Bartolomé Mitre (Tucumán)
El Colegio Nacional Bartolomé Mitre es un colegio nacional público de San Miguel de Tucumán, Tucumán, Argentina. Se encuentra entre las calle Muñecas, Santa Fe, Maipú y avenida Sarmiento, frente a la Plaza Urquiza. En el turno tarde funciona, en su misma ubicación, el Liceo Remedios de Escalada de San Martín desde 1940.
En octubre de 2024 fue declarado patrimonio cultural.

## Historia
El colegio fue fundado el 9 de diciembre de 1864 durante el gobierno de Bartolomé Mitre, como parte de un proyecto para educar a las élites para que en el futuro ocuparan cargos políticos. Estos estudios durarán cinco años, coincidiendo en modalidad y programa académico con el Colegio Nacional de Buenos Aires, fundado en 1863. Originalmente funcionaba en el Convento de los Mercenarios, actual Escuela y Liceo Vocacional Sarmiento, al costado de la Iglesia de la Merced sobre calle Rivadavia.
En 1907 comenzó la construcción del edificio donde actualmente se ubica, siendo obra de los arquitectos Emilio Huge y Vicente Colmegna. Este edificio, de arquitectura italianizante, era parte de otros proyectos para edificios de carácter cívico como el Teatro Odeón (actual San Martín), el Casino de Tucumán y el Hotel Savoy; los cuales se construyeron al frente del colegio por avenida Sarmiento. El edificio del colegio fue concluido en 1914 e inaugurado el 8 de julio de ese año.
El edificio está rodeado por jardines y limitado por una reja perimetral, que se eliminó posteriormente. Los espacios verdes y públicos responden a corrientes higienistas que buscaban sanear y brindar ventilación para un buen desarrollo escolar. Se compone por dos patios simétricos a los que desbordan las aulas, separados por un volumen central en donde se ubican la entrada principal, un vestíbulo, un magnífico salón de actos, gimnasio y un anfiteatro. Asimismo, sobre calle Maipú se construyó la vivienda del rector. En 1988 se instaló un observatorio astronómico dentro del colegio, el cual fue removido años después.
Los principales alumnos notables del colegio fueron los gobernadores Tiburcio Padilla, Silvano Bores, Federico Helguera, Benjamín Paz, Celestino Gelsi, José Alperovich, el arquitecto César Pelli o el filósofo Víctor Massuh.

## Alumnos destacados
Ver Alumnado del Colegio Nacional Bartolomé Mitre